# Agricultural Bank of China
L'Agricultural Bank of China —中国农业银行股份有限公司 en xinès simplificat; 中國農業銀行股份有限公司 en xinès tradicional; Zhōngguó Nóngyè Yínháng en pinyin; Agricultural Bank of China Limited, ABC en anglès— és un dels "quatre grans" bancs de la República Popular de la Xina. Va ser fundat el 1951 i té la seu a Pequín amb sucursals en tota Xina continental, a més de Hong Kong i Singapur. El 2007 tenia una plantilla de 447.519 persones. El seu president és Xiang Junbo.
A la fi del 2008, L'Agricultural Bank of China va esdevenir el segon major banc de la Xina en termes d'actius totals, que havien aconseguit 7,01 bilions de yuans, només superat pel Banc Industrial i Comercial de la Xina. Els ingressos van créixer un 17,8 per cent a 211.190 milions de yuans, i els ingressos nets per interessos van créixer fins a un 23,1 per cent als 193.850 milions de yuans.
El banc, en el qual el Ministeri de Finances de la República Popular Xina i el Central Huijin tenen cadascun una participació del 50%, té en la mira una oferta pública de venda, però no té una data ferma.
El Banc Agrícola de la Xina va ser víctima del robatori de banc més gran en la història de la Xina a l'abril del 2007, quan dos directors de la sucursal de Handan a la província de Hebei van extraviar gairebé 51 milions de yuans.